# Australischer Schwarzspitzenhai
Der Australische Schwarzspitzenhai (Carcharhinus tilstoni) ist eine Art der Gattung Carcharhinus innerhalb der Requiemhaie (Carcharhinidae). Das Verbreitungsgebiet erstreckt sich über die Küstengebiete des nördlichen und tropischen Australiens.

## Aussehen und Merkmale
Der Australische Schwarzspitzenhai ist ein mittelgroßer Hai mit einer durchschnittlichen Größe von 120 bis 140 cm und Maximallängen bis 160 cm. Er hat eine graue bis bronzefarbene Rückenfärbung und einen weißen Bauch. Sämtliche Flossen dieses Hais besitzen schwarze Flossenspitzen, eine Ausnahme können die Bauchflossen und die Analflosse darstellen.
Der Hai besitzt eine lange und zugespitzte Schnauze und große, runde Augen. Er besitzt eine Afterflosse und zwei Rückenflossen. Die erste Rückenflosse ist vergleichsweise hoch und sichelförmig zugespitzt, sie liegt über oder leicht hinter dem Beginn der freien Ende der Brustflossen. Ein Interdorsalkamm ist nicht vorhanden. Die zweite Rückenflosse ist vergleichsweise hoch und beginnt leicht vor dem Ansatz der Analflosse. Die Brustflossen sind relativ groß und sichelförmig. Wie alle Arten der Gattung besitzen die Tiere fünf Kiemenspalten und haben kein Spritzloch.

## Lebensweise
Der Australische Schwarzspitzenhai lebt als häufige Art in Küstennähe im Bereich des Kontinentalschelfs sowie an Inselsockeln von der Uferzone bis in Tiefen von etwa 150 m. Dabei bevorzugt er den Bereich unmittelbar unter der Wasseroberfläche. Er ernährt sich räuberisch vor allem von verschiedenen Knochenfische und Wirbellosen, vor allem Tintenfischen.

### Fortpflanzung
Er ist wie andere Arten der Gattung lebendgebärend und bildet eine Dottersack-Plazenta aus (plazental vivipar). Die Weibchen bringen nach einer Tragzeit von etwa 10 Monaten ein bis sechs Jungtiere zur Welt. Die Junghaie haben eine Größe von etwa 60 Zentimetern und werden in Küstennähe zur Welt gebracht. Die Geschlechtsreife erreichen die langsam wachsenden Tiere nach drei bis vier Jahren bei einer Länge von ungefähr 110 bis 115 cm.

## Verbreitung

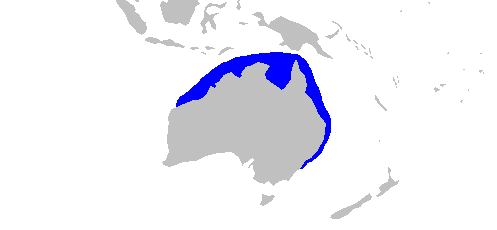
Verbreitungsgebiete des Australischen Schwarzspitzenhais

Das Verbreitungsgebiet des Australischen Schwarzspitzenhais erstreckt sich über die Küstengebiete des nördlichen und tropischen Australiens.